# Ajajú
Ajajú – rzeka w Kolumbii w dorzeczu Amazonki. Uchodzi do rzeki Apaporis w miejscowości Dos Ríos w dolinie biegnącej przez wyżynę Mesas de Iguache.